# Senia
Senia je naziv za predrimsko naselje iz kojeg se razvio današnji grad Senj u Republici Hrvatskoj.

## O povijesti Senie
U vrijeme prije nastanka starorimskog naselja na ovome području su živjela ilirska plemena. Prvi među njima su bili Japodi koje su kasnije s obale u unutrašnjost protjerali Liburni kako bi ovo područje prisvojili sebi. Iliri su na ovim područjima osnovali mnogobrojna naselja koja nazivamo gradine. Te gradine su se kasnije ujedinile u jedno naselje koje je onda dobilo naziv Senia.
S tim činom to naselje je u daljnjoj povijesti ovoga područja imalo važnu ulogu, a raspadom Zapadno Rimskog Carstva te daljnjim tokom vremena ovo naselje se pretvorilo u grad Senj koji je imao važnu ulogu u povijesti ne samo ovih prostora, nego već i povijesti cijelog Hrvatskog naroda te tijekom cijele povijesti hrvatske državnosti.

## O imenu
Smatra se da je ime "Senia", koje je kasnije ušlo u latinski jezik, postalo njegovim sastavnim dijelom te se u njegovom sklopu kasnije i proširilo, ilirskog podrijetla. No, do današnjih dana ta tvrdnja nije potvrđena, kao niti jedna tvrdnja o mogućem značenju ovoga imena. Zbog toga mnogi u današnje vrijeme ovo ime krivo asociraju s Rimljanima i latinskim jezikom. Gašpar Vinjalić piše: Fregate se ponovo vrate radi bombardiranja Senja, starog grada, sagrađena od Gala Senona.

## Poveznice
- Povijest grada Senja